# Wals-Siezenheim
Wals-Siezenheim è un comune austriaco di 13 243 abitanti nel distretto di Salzburg-Umgebung, nel Salisburghese, del quale è il centro maggiore. È stato istituito nel 1948 con la fusione dei comuni soppressi di Siezenheim e Wals; capoluogo comunale è Wals.

## Geografia fisica
Wals-Siezenheim è un centro conurbato con la periferia occidentale di Salisburgo, nei pressi dell'aeroporto cittadino e presso la frontiera tedesca con la Baviera (circondario del Berchtesgadener Land). Si trova nell'euroregione Salzburg-Berchtesgadener Land-Traunstein. Non lontano dalla cittadina, alle pendici di Berchtesgaden, si trova l'area montuosa dell'Obersalzberg.

## Società
Dal 1947 al 2001 è passato da 1 000  a 11 000 abitanti.

## Infrastrutture e trasporti
Nel territorio comunale si trova parte della struttura aeroportuale di Salisburgo, intitolata a Wolfgang Amadeus Mozart. È lambito dalla tratta iniziale della vicinissima ferrovia tedesca Freilassing-Bad Reichenhall-Berchtesgaden e dal nodo ferroviario urbano salisburghese, con la stazione metro-ferroviaria di Kleßheim (Kleßheim – EM Stadion). Altre stazioni vicine, a meno di 1 km, si trovano ad Ainring e nella sua frazione Hammerau.
Il comune è ben servito dalle linee urbane di Salisburgo: la linea 1 (EM Stadion), la linea 2 (Walserfeld), la linea 20 (Europark), la linea 27 (Viehhausen), la linea 28 (Siezenheim). Ci sono  inoltre le fermate dei trasporti regionali (linee 142 e 150)

## Sport

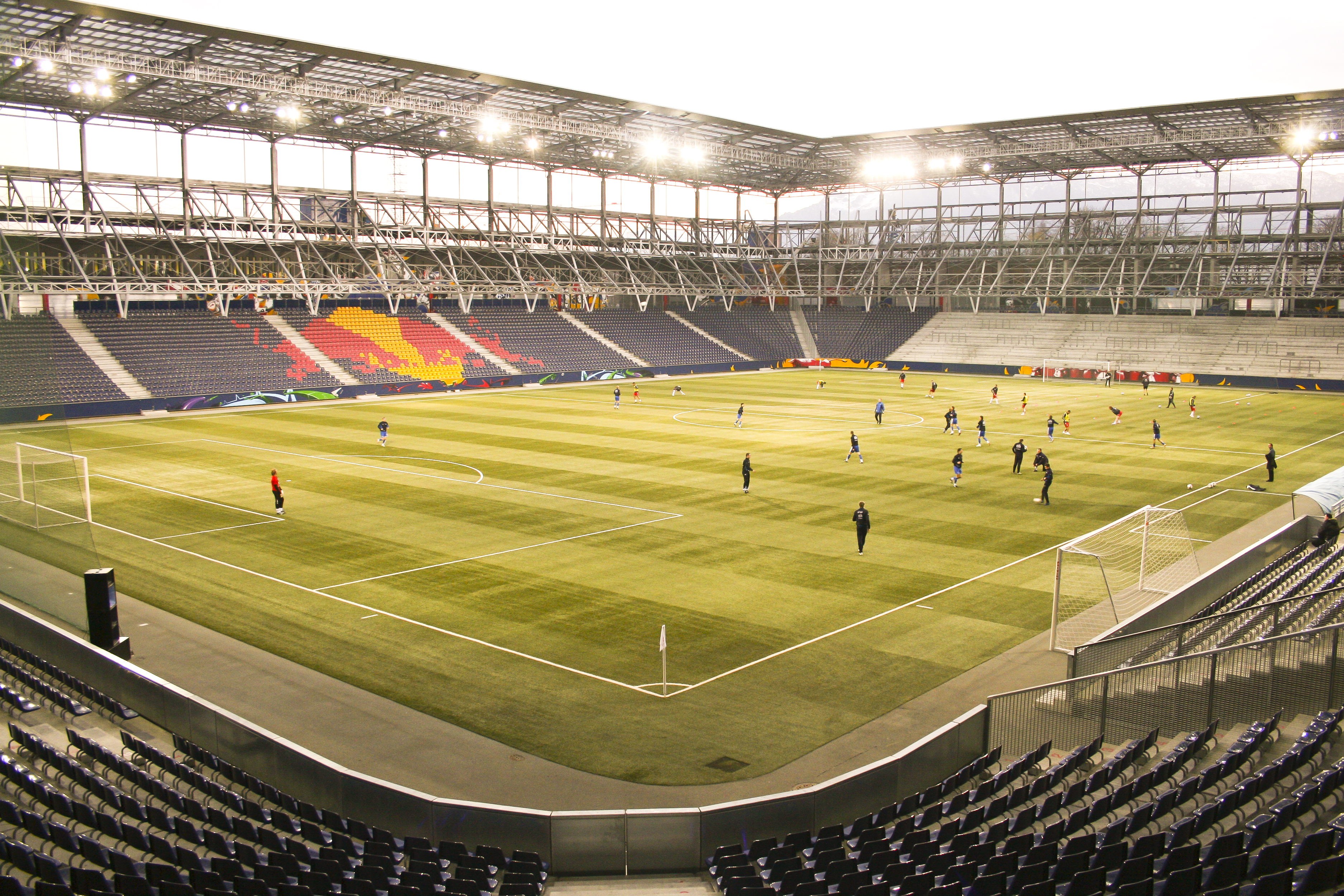
Lo stadio di Wals-Siezenheim

Nel comune sorge lo Stadion Wals-Siezenheim, campo di gioco della città di Salisburgo e del Red Bull Salisburgo, sua principale squadra calcistica. Tale stadio ha ospitato tre gare del primo turno del Campionato europeo di calcio 2008.